# Epidendrum tamaense
Epidendrum tamaense är en orkidéart som beskrevs av Ernesto Foldats. Epidendrum tamaense ingår i släktet Epidendrum och familjen orkidéer. Inga underarter finns listade i Catalogue of Life.